# Mattmar
Mattmar est une localité de Suède située dans la commune d'Åre du comté de Jämtland. Elle couvre une superficie de 0,4 km2. En 2010, elle compte 143 habitants.